# Olivijn
Het mineraal olivijn is een nesosilicaat met als chemische formule (Mg,Fe)2SiO4, waarbij de eindleden tussen magnesium en ijzer worden gevormd door de mineralenreeks forsteriet (rijk aan Mg) en fayaliet (rijk aan Fe).

## Eigenschappen
Olivijn heeft een orthorombisch kristalstelsel en het kristalliseert in een enigszins afgeplatte vorm maar kan ook massief of in korrelvorm voorkomen. Het is ietwat breekbaar en breekt op conchoïdale wijze.
De hardheid van olivijn ligt tussen 6,5 en 7. De gemiddelde dichtheid is 3,32 kg/l en het mineraal heeft een glasglans. Meestal heeft het een olijfgroene kleur (vandaar de naam) maar het kan ook roodachtig zijn door de oxidatie van driewaardig ijzer. Het is transparant tot doorschijnend.

## Voorkomen
Olivijn komt voor als gesteentevormend mineraal in mafische stollingsgesteenten en in bepaalde metamorfe gesteenten. Het is ook ontdekt in meteorieten en is op Mars door de Amerikaanse ruimtesonde Mars Odyssey getraceerd. De Mars Exploration Rovers hebben de aanwezigheid verder bevestigd.
Olivijn wordt gevormd in magma dat rijk aan magnesium en arm aan silica (siliciumdioxide) is. Het is een belangrijk mineraal in gesteenten als gabbro, noriet, het mantelgesteente peridotiet (duniet) en als kleine kristallen in basalt. De metamorfose van onzuiver dolomiet of andere afzettingsgesteenten met veel magnesium en weinig silicaten blijkt eveneens olivijn te vormen.

## Toepassingen
Olivijn is een veel gebruikt middel voor gevelreiniging. Kleine olivijnkorrels worden samen met water gestraald op de muur, zodat de verontreinigde laag verwijderd wordt. Olivijn is hiervoor beter geschikt dan gewone zandkorrels, door zijn grotere hardheid. Transparante olivijn wordt soms gebruikt als edelsteen, vaak peridoot genoemd, afgeleid van het Franse woord voor olivijn: peridot. Het wordt soms ook chrysoliet genoemd, van het Grieks voor goud en steen.

### CO2-opvang
Olivijn is genoemd als een goedkope wijze om CO2 uit de atmosfeer te onttrekken. Olivijn reageert relatief snel met het (zure) CO2 in de atmosfeer. Vergruisd olivijn verweert hierdoor, afhankelijk van de korrelgrootte, in enkele jaren geheel. Om de CO2 die 1 liter aardolie bij verbranding produceert te binden (neutraliseren) is iets minder dan 1 liter olivijn nodig. De reactie is exotherm. De eindproducten van de reactie zijn, afhankelijk van de samenstelling van het olivijn, magnesiumcarbonaat, siliciumoxide (zand) en ijzeroxide.
Een andere mogelijkheid om CO2 te laten afvangen, is het verwerend olivijn te vermalen en dan eenvoudig uit te strooien, waarna het chemisch proces zich zonder ingrijpen voltooit. Dit concept, ontwikkeld door petroloog Olaf Schuiling, leidde in 2019 in het Mariene Station van Oostende tot een proefopstelling voor enhanced weathering (versnelde verwering) met gebruikmaking van olivijn.